# Гражданская война в Лаосе
Гражданская война в Лаосе (1960—1973 гг.; англ. Laotian Civil War; в США также известна как «Тайная война») велась между правительством страны, пользовавшимся поддержкой США и Южного Вьетнама, и партизанами Патет Лао, получавшими помощь со стороны Северного Вьетнама и СССР. Кроме войны в Лаосе ещё происходили гражданские войны во Вьетнаме и в Камбодже. Все боевые действия в Юго-Восточной Азии, проходившие с конца 1950-х годов и до 1975 года, известны как Вторая Индокитайская война.

## Предыстория

### 1945: прелюдия
После окончания Второй мировой войны Лаос находился в политическом хаосе. Французы, изгнанные из своего протектората японцами, желали возобновить контроль над Лаосом и стали спонсировать партизанские силы. Японцы объявили Лаос независимым. Хотя король Сисаванг Вонг считал, что Лаос ещё слишком слаб для независимости, он провозгласил конец французского протектората, при этом неофициально выступая за возвращение французов в страну. Он дал понять, что он не объявит о независимости своего государства, что привело к активизации движения за независимость.
Формирование этого движения проходило при активном участии соседей-вьетнамцев. Большинство (60 %) жителей шести городских районов Лаоса составляли вьетнамцы, они занимали ключевые позиции в государственном аппарате и в правоохранительных органах. С 1930 года Коммунистическая партия Индокитая создавала полностью вьетнамские ячейки в Лаосе.
Французские спецназовцы были высажены в Лаосе в 1945 году и занялись организацией партизанских отрядов. К ноябрю они сформировали из партизан четыре лёгких пехотных батальона вновь созданной Французской союзной армии. При этом офицеры и сержанты новых батальонов Лаоса были французами.
В октябре 1945 лаосское националистическое движение «Lao Issara» (Свободный Лаос) было основана как новое правительство Лаоса. Среди видных членов «Lao Issara» были три получивших образование в Европе принца — братья Петсарат и Суванна Фума и их единокровный брат Суфанувонг. Петсарат стал формальным главой правительства, Суфанувонг — главнокомандующим, а также министром иностранных дел, Суванна Фума стал министром общественных работ. При этом новое правительство контролировало лишь север страны: профранцузские партизаны удерживали южные провинции Саваннакхет и Кхаммуан, а сочувствовавший французам принц Бун Ум оккупировал оставшуюся часть южного Лаоса.

### Первая Индокитайская война

#### 1946: возвращение французов
В январе 1946 года французы начали повторное завоевание Лаоса, высадившись на плато Боловенс. 21 марта войска Суфанувонга встретили французский экспедиционный корпус у Тхакхэка. При поддержке артиллерии, бронеавтомобилей и авиации французы разгромили плохо обученную армию Суфанувонга. Сам принц был тяжело ранен и эвакуирован в Таиланд, около 700 его солдат были убиты.
24 апреля французы высадили десант на окраине Вьентьяна и взяли город без сопротивления. 9 мая они тем же путём заняли Луангпхабанг. Правительство Lao Issara было расформировано, а его члены бежали в Бангкок, после чего король восстановил французское господство в своей стране.
К сентябрю 1946 организация Lao Issara была полностью разгромлена. Часть её членов во главе с Тао О Анураком бежали в Ханой (Вьетнам). Там они вступили в контакт с двумя доверенными лицами Хо Ши Мина — вьетнамцем Нухаком Пхумсаваном и лаосцем Кейсоном Фомвиханом. Вместе с Тао они основали военную организацию Патет Лао («Земля Лаоса»).
Тао разместил ставку Патет Лао в Кон-Куонге (Вьетнам). Фомвихан собрал первый отряд новой организации. К концу 1946 года около 500 агентов Вьетминя прибыли в Лаос.

#### 1947—1952: наращивание группировок войск
11 мая 1947 года король Сисаванг Вонг подписал конституцию, объявившую Лаос независимым государством в рамках Французского Союза. Следом началось формирование нового правительства и национальной армии. При этом зарождавшаяся лаосская армия страдает от недостатка подготовленных офицеров-лаосцев и плохого вооружения. В итоге новая Национальная армия Лаоса включила несколько лёгких пехотных батальонов во главе с французскими офицерами, а также один десантный батальон.
Одновременно Вьетминь усилил финансовую поддержку революционного движения в Лаосе: Патет Лао сформировала первый партизанский отряд внутри Лаоса 25 января 1949 года.
В октябре 1949 года изгнанные лидеры Lao Issara разошлись: Петсарат предпочёл остаться в Бангкоке (Таиланд), пока вновь не стал вице-королём Лаоса. Суванна Фума решил вернуться в Лаос после амнистии, полагая, что Лаос скоро добьётся истинной независимости. В 1951 году он стал премьер-министром и занимал эту должность до 1954 года. Суфанувонг 7 лет провёл в Нячанге и встречался с Хо Ши Мином, женился на вьетнамке и запросил помощи Вьетминя в создании партизанских отрядов.
В августе 1950 года Суфанувонг присоединился к Вьетминю в его штаб-квартире к северу от Ханоя и стал главой Патет Лао. К декабрю 1950 года не менее 5000 бойцов Вьетминя находились в Лаосе.
В феврале 1951 года Коммунистическая партия Индокитая создала в Лаосе новое подразделение из 2091 членов, но лаосцев среди них было всего 31. Кроме того, к 1951 году Патет Лао собрал боеспособный отряд из лаосцев, участвовавший в военных операциях Вьетминя. В свою очередь, Королевская армия Лаоса к концу 1952 года стала включать батальон войск под командованием лаосских офицеров, а также 17 других подразделений.

#### 1953—1954: первое вторжение из Северного Вьетнама и разгром французов
В апреле 1953 года Вьетнамская народная армия (ВНА) вторглась в северо-восточный Лаос в составе 40 тыс. бойцов под командованием генерала Во Нгуен Зяпа. В составе ВНА находился отряд Патет Лао из 2000 человек во главе с Суфанувонгом. Целью вторжения был захват королевской столицы Луангпхабанг и Долины кувшинов. 9 ноября Патет Лао начал войну с Королевством Лаос, что стало формальной точкой отсчёта гражданской войны. Патет Лао противостояли 10 тыс. лаосских правительственных войск, усиленных 3 тыс. французских солдат.
ВНА удалось захватить приграничные провинции Пхонгсали и Самныа. Затем они отошли к востоку, позволив отрядам Патет Лао занять захваченные территории, и Суфанувонг 19 апреля перенёс штаб-квартиру Патет Лао в Самныа.
Вьетнамцы также начали движение от Дьен-Бьен-Фу вниз по реке к Луангпхабангу, но были остановлены муссонными дождями и сопротивлением французов. В декабре французская армия провела контратаку и отбила долину Дьен-Бьен-Фу.
В январе ВНА провела две операции на территории Лаоса — одну в районе Тхекхэка, вторую — вновь на Луангпхабанг, но обе закончились безрезультатно. Зато с марта по май 1954 года Во Нгуен Зяп разгромил французов в битве при Дьен-Бьен-Фу, что привело к эвакуации французских солдат из Индокитая. Французы были вынуждены начать мирные переговоры. 20 июля было подписано Соглашение о прекращении военных действий в Лаосе, закрепившее конец французского господства в регионе. Лаос стал полностью независимым от Франции, хотя Париж сохранил две военных базы в Лаосе и поставлял советников в королевскую армию.
Патет Лао не проявила готовность к борьбе, а 25 тыс. солдат королевской армии были не в состоянии противостоять ВНА, поэтому французы пытались уговорить Патет Лао вступить в коалицию с королевским правительством.
1 августа 1954 года французская армия покинула Лаос, признав его независимость, а также независимость Северного Вьетнама, Южного Вьетнама и Камбоджи, однако гражданская война в Лаосе продолжилась.

### Между войнами
После Женевской конференции 1954 года Лаос был объявлен нейтральным государством.

#### 1955—1958: затишье
В январе 1955 года французские советники начали подготовку первого отряда лаосских военных лётчиков. Позднее в том же году Таиланд начал поставлять вертолёты Sikorsky H-19 и лётчиков-добровольцев в армию Лаоса.
В начале 1955 года в Лаосе была открыта американская военная миссия. Её главной целью было снабжение военными материалами королевского правительства. Соединённые Штаты профинансировали 100 % военного бюджета Лаоса. В стране также было открыто американское Управление по оценке, укомплектованное американскими гражданскими чиновниками во главе с отставным генералом Ротвеллом Брауном. Эти гражданские лица напрямую контактировали с Государственным департаментом США, а по военным вопросам — с командованием американского Тихоокеанского флота.
В феврале 1955 г. вооружённые силы образовавшегося проамериканского правительства Сасориты начали наступление на базы коммунистического движения Патет Лао.
В 1955 году королевские войска были направлены в занятые Патет Лао провинции Смныа и Пхонгсали, что вызвало возмущение Патет Лао. В результате коммунисты Лаоса бойкотировали национальные выборы того года.
21 марта 1956 года Суванна Фума во второй раз был назначен премьер-министром Лаоса. Он начал диалог со своим братом, Суфанувонгом. В августе они объявили о намерении объявить о прекращении огня и возвращении Патет Лао занятых ей территорий официальной власти. Однако Патет Лао не торопился покидать провинции. В то же время Патет Лао и их северовьетнамские сторонники начали массовую вербовку солдат во вновь созданные девять батальонов пехоты. Многие из рекрутов были отправлены в Северный Вьетнам для обучения и подготовки. Это вызвало озабоченность США, поскольку королевская армия была недостаточно оснащена и обучена. В феврале 1957 года сотрудники Управления по оценке начали поставлять материалы для французской военной миссии, чтобы французские инструкторы лучше готовили лаосские официальные войска. В рамках этого процесса Соединённые Штаты даже взяли на себя выплату зарплат солдатам королевской армии.
Начиная с марта 1957 года королевская армия начала переговоры с партизанами-хмонгами, рассчитывая, что они будут сражаться на стороне короля.
В ноябре 1957 было создано коалиционное правительство, в которое вошли представители Патет Лао. Используя лозунг «один голос справа, один голос слева, чтобы предотвратить гражданскую войну», прокоммунистические партии получили одну треть голосов избирателей и 13 из 21 дополнительного мандата на выборах 4 мая 1958 года. С помощью этих дополнительных мандатов левые контролировали в общей сложности 16 из 59 мест в Национальном собрании. В альянсе с независимыми депутатами этого им было достаточно, чтобы формировать правительство. В ответ США приостановили финансовую помощь Лаосу, что привело к девальвации местной валюты и падению левого правительства. Национальное Собрание утвердило правое правительство во главе с Фуи Сананиконом. Это правительство включило в себя четырёх ставленников США (ни один из них не был членом Национального собрания). В декабре Фуи получил чрезвычайные полномочия по управлению страной без участия Национального Собрания и начал сворачивать процесс национального примирения.

### Вторая Индокитайская война

#### 1959: второе вторжение из Северного Вьетнама
15 мая 1959 года Вьетнамская народная армия (ВНА) создала «Группу 559» — это подразделение занялось организацией перемещения ресурсов и войск с севера на юг. Результатом её деятельности стало появление Тропы Хо Ши Мина — транспортной сети на востоке Лаоса, которая в итоге привела коммунистов к победе в войне с Южным Вьетнамом.
В мае было запланировано включение 1500 солдат Патет Лао в состав национальной армии Лаоса. Однако посольство США заявило правительству Лаоса, что в таком случае откажется от помощи Лаосу, поскольку Конгресс отверг бы даже подобную косвенную помощь коммунистам. По приказу Суфанувонга батальоны Патет Лао отказались войти в состав королевской армии. После этого Суфанувонг был арестован по приказу Сананикона и заключён в тюрьму вместе со своими помощниками. Два батальона Патет Лао ночью покинули свои казармы и ушли в джунгли. 23 мая Суфанувонг и его соратники бежали из-под стражи и также ушли в горы, подконтрольные Патет Лао.
В июле американский спецназ начал подготовку королевской армии Лаоса.
28 июля войска ВНА в нескольких местах пересекли границу Северного Вьетнама и Лаоса. Рассеяв отряды королевской армии, вьетнамцы вступили на подконтрольные Патет Лао территории. Слабое противодействие королевских солдат вьетнамскому вторжению продемонстрировало необходимость их дальнейшего обучения — численно они превосходили нападавших, но бежали при первом серьёзном контакте. Также в июле американское посольство начало заключать контракты по воздушному снабжению королевских войск.

#### 1960: нейтралистский переворот
9 августа 1960 года капитан Конг Ле во главе батальона десантников смог захватить контроль над административной столицей Вьентьяном в результате практически бескровного переворота, пока премьер-министр Тиао Самсанит и военные руководители совещались в королевской резиденции в Луангпхабанге. Цель переворота была заявлена как конец боевых действий в Лаосе, конец иностранного вмешательства и коррупции. Однако нейтралисты не получили широкой поддержки. Кроме того, Госсекретарь США Кристиан Гертер дал понять, что США поддерживает «законное правительство под руководством короля», то есть прозападное правительство премьер-министра Тиао Самсанита.
Нейтралисты во Вьентьяне организовали Исполнительный комитет Верховного командования революции в качестве временного правительства. Правительственный генерал Фуми Носаван заявил 10 августа, что планирует вернуть Вьентьян силой. Посол США в Лаосе Уинтроп Г. Браун выразил ему поддержку, отметив, что Соединённые Штаты поддерживают восстановление мира «посредством быстрых и решительных действий». С помощью Air America и скрытой помощи из Таиланда Носаван и его войска в ноябре двинулись на север в сторону Вьентьяна из Саваннакхета в южном Лаосе.

## История

### Краткое содержание войны
Ключевым моментом начала явилось установление коалиционным правительством Суванна Фумы 7 октября 1960 года дипломатических отношений с СССР, в результате чего Патет Лао начало получать военную, экономическую и другую помощь от Советского Союза, ДРВ и других социалистических стран. В декабре 1960 во Вьетнам была направлена авиационная группа советских самолётов Ил-14 (позднее — Ли-2) и вертолётов Ми-4, которые, по договорённости между СССР и Патет Лао, оказывали помощь в транспортировке грузов по воздуху.
23 июля 1962 года были подписаны Женевские соглашения по Лаосу и создано второе коалиционное правительство из представителей всех основных политических группировок страны. Однако в 1964 году боевые действия возобновились. Война велась фактически на двух фронтах: в центральной части страны (особенно в районе Долины Кувшинов) шли бои между правительственными войсками и Патет Лао, в то время как юго-восточные регионы, где проходила «тропа Хо Ши Мина», подвергались налётам американской авиации.
Численность королевской армии Лаоса была доведена до 74,2 тыс., её действиями руководили непосредственно американские офицеры. Американская военная помощь поступала в Лаос из Таиланда по каналам американского управления международного развития.
Советский Союз через территорию Северного Вьетнама осуществлял поставки артиллерии, боеприпасов, горючего и продовольствия для сил Патет Лао. КНР через Северный Вьетнам и напрямую, через границу в провинции Луанг Намта осуществляла поставки вооружений, продовольствия, непродовольственных товаров для сил Патет Лао. Для координации усилий в Долине Кувшинов в районе Канг Кай была развернута «Китайская культурная миссия».
Не желая огласки своего вмешательства в эту гражданскую войну (которое было нарушением нейтралитета Лаоса) ЦРУ подготовило отряды из примерно 30 тыс. лаосцев, преимущественно мяо — хмонгов, — во главе с генералом Ванг Пао — этническим мяо. Эта секретная армия активно поддерживалась авиацией США. В свою очередь, регулярная северовьетнамская армия активно участвовала в боях на стороне Патет Лао, что скрывалось правительством Северного Вьетнама.
За время войны США предприняло массированную бомбардировку территории Лаоса, при этом пострадало множество мирных поселений и сельских жителей, был нанесён большой урон экономике и природе Лаоса.
Это была одна из самых крупных секретных операций, которая обошлась налогоплательщикам США в астрономическую сумму денег. За весь период войны на территорию Лаоса было сброшено около 3 млн тонн бомб, в среднем по 10 тонн на каждый квадратный километр и полтонны на каждого жителя Лаоса.

### Хронология войны

#### 1960: начало
Советский Союз, в свою очередь, наладил воздушный мост во Вьентьян в начале декабря — крупнейший советский воздушный мост со времён Второй мировой войны. По этому мосту переправлялись артиллерия и боеприпасы для укрепления коалиции нейтралистов и Патет Лао.
Соединённые Штаты перебазировали на базу в Такхли (Таиланд) четыре бомбардировщика B-26 Invader из Тайваня, готовые нанести удар по Лаосу. Позже к ним присоединились ещё восемь B-26. Однако в ходе конфликта их так и не задействовали.
13 декабря армия Носавана начала трёхдневную бомбардировку Вьентьяна, в результате были убиты 500 человек и 17 десантников Конг Ле. Одновременно 2-я воздушно-десантная бригада США начала эвакуацию американских военных и дипломатических советников. В итоге Конг Ле и его сторонники оставили город и ушли на север, в Долину Кувшинов. Их отход прикрыли гаубицы ВНА. Носаван вернул королю контроль над столицей, однако разгром нейтралистов привёл к их альянсу с Патет Лао 23 декабря и усилению позиций левых.

#### 1961: активность сверхдержав
Начиная с 1 января 1961 новая коалиция нейтралистов Конг Ле, Патет Лао и ВНА вытеснила 9 тыс. королевских солдат из Долины Кувшинов.
3 января лаосские королевские ВВС получили от США первые четыре самолёта T-6 Texan. Четыре ранее подготовленных лаосских пилота повышали квалификацию в Таиланде. 11 января королевские ВВС совершили свои первые боевые вылеты, прикрывая отступление правительственных войск из Долины Кувшинов.
7 января Северный Вьетнам сформировал в Лаосе четыре дополнительных батальона. Два из них немедленно выступили в зону боевых действий в районе Вьентьяна, третий батальон занял позиции у Тха-Тхома, к югу от Долины Кувшинов. 15 января 925-я отдельная бригада ВНА прибыла в Лаос, чтобы укрепить позиции Патет Лао и нейтралистов. В ответ Соединённые Штаты начали снабжать оружием антикоммунистических партизан-хмонгов и поставили четыре вертолёта H-34 в ВВС Лаоса.
Новая администрация Кеннеди в начале февраля создала межведомственную рабочую группу, которая два месяца изучала варианты возможных действий США в Лаосе. Наиболее радикальным предложением была высадка 60 тыс. американских солдат в южном Лаосе с возможным применением ядерного оружия. Но в итоге возобладали менее радикальные варианты действий, а именно усиление снабжения королевской армии оружием и боеприпасами без прямого участия армии США.
9 марта коммунисты (Патет Лао и силы ВНА) захватили контроль над дорогой между Луангпхабангом и Вьентьяном. Когда королевские войска получили приказ контратаковать и вернуть дорогу, они побросали оружие и бежали. США отправила для выполнения этой задачи спецгруппу. Но 22 апреля спецгруппа была разгромлена — два сержанта были убиты, командир группы капитан Уолтер Х. Мун пленён и позднее казнён при попытке бегства. Ещё один сержант был отпущен шестнадцать месяцев спустя.
Американцы спланировали операцию «Millpond» по нанесению авиаударов по позициям Конг Ле, которая не состоялась из-за провала американской операции в заливе Свиней на Кубе. Этот провал на время отвлёк США от лаосского конфликта.
В первую неделю мая вступило в силу перемирие, но оно неоднократно нарушалось. Из-за небоеспособности королевской армии единственной оппозицией Патет Лао остались партизаны-хмонги во главе с Ванг Пао. В начале июня они были вынуждены покинуть свои осаждённые позиции в Бан-Падонге и отступить в Лонг-Тьенг.
ЦРУ начало тайно вербовку лаосцев в антикоммунистическое ополчение. Батальоны формировались по этническому признаку, большинство партизан были хмонгами, но часть из них были из других народов — яо, южных лао и других. Подготовку партизаны проходили в Пхитсанулоке (Таиланд). К лету ЦРУ собрал в этих партизанских отрядах 9000 бойцов. К ним были прикомандированы 9 агентов ЦРУ и 99 тайских спецназовцев. К осени американцы скорректировали направления своей политики в Лаосе. Военные инструкторы будут обучать партизан, вербовщики — рекрутировать новобранцев в партизанские отряды. В декабре роялисты решили установить контроль над всей провинцией Нам-Тха на северо-западе Лаоса. Однако размещённые здесь войска вскоре оказались под сильным давлением коммунистов.

#### 1962—1963: затишье
К февралю 1962 года положение королевских войск в Нам-Тха было достаточно шатким, но после прибытия подкреплений сохранение контроля над провинцией было гарантировано. Однако уже в мае наступление ВНА привело к разгрому королевских войск. Солдаты-роялисты бежали на юг, в Таиланд. Столкнувшись с этим фиаско, США и другие иностранные державы оказали давление на короля и коалицию Патет Лао и нейтралистов. Технически подразумевалось выполнение Женевских соглашений по Лаосу в части, требовавшей исключение иностранного военного вмешательства в лаосский конфликт. Соединённые Штаты распустили свою военную миссию в стране, хотя вьетнамцы обошлись лишь символическим удалением из страны 40 инструкторов из примерно 2000.
К середине 1963 года Патет Лао и нейтралисты начали ссориться между собой. Нейтралистская группа вскоре разделилась на правых (во главе с Конг Ле) и левых (во главе с Кинимом Полсеной и полковником Деуаном Сунналатом). 12 февраля правая рука Конг Ле полковник Кетсана был убит. Вскоре после этого были убиты Полсена и его заместитель. Нейтралистский лагерь потерял всякую организацию, многие его члены стали переходить в Патет Лао.
Ванг Пао собрал три батальона партизан и возглавил наступление против Патет Лао в Самныа, поддержанное американской гражданской авиакомпанией «Air America» (прикрытие ЦРУ), поставлявшей партизанам продовольствие и боеприпасы. В то же время Соединённые Штаты восстановили свою военную миссию в Лаосе, переведя её в Бангкок. В августе королевские ВВС получили от США первые четыре учебных самолета Т-28 Troyan, перевооружённых для реальных боевых действий. Обученные в Таиланде партизаны-хмонги были рассредоточены по стране и действовали в том числе в районе «Тропы Хо Ши Мина».
В декабре Ванг Пао был повышен до бригадного генерала королём Сисавангом.

#### 1964—1965: эскалация и участие ВВС США
В конце апреля 1964 года во Вьентьяне произошёл переворот, и Суванна Фума был свергнут. Пользуясь этим, коммунисты в Долине Кувшинов атаковали и захватили позиции роялистов и нейтралистов. Соединённые Штаты в ответ активизировали поставку боеприпасов для бомбёжек лагерей коммунистов. 19 мая ВВС США начали серию разведывательных полётов под кодовым названием «Yankee Team».
Лето 1964 года было отмечено успешной атакой королевских войск. Операция «Triangle» очистила от Патет Лао одну из главных дорог в Лаосе — между Вьентьяном с королевской столицей Луангпхабангом. В декабре 1964 роялисты провели наступление в Долине Кувшинов — Операцию «Barrel Roll», — скоординированную и одобренную послом США в Лаосе.
В этот период интенсивность боёв на севере Лаоса снизилась, зато активизировались боевые действия на юге, где ВВС США начали массированные атаки на «Тропу Хо Ши Мина». В конце 1965 года коммунисты значительно усилили оборону этого стратегического маршрута. ВВС США вместе с ВВС Лаоса и Южного Вьетнама провели в это время Операцию «Стальной тигр».
С 1965 по 1973 год эпицентр гражданской войны вновь переместился на север Лаоса.

#### 1966—1967
В июле 1966 года королевские войска захватили долину Нам-Бак. Три пехотных полка, один отдельный пехотный батальон и один артиллерийский батальон взяли Нам-Бак и установили линию обороны к северу от Луангпхабанга.
В Долине Кувшинов продвижение Патет Лао постепенно замедлилось из-за уничтожения складов припасов в результате бомбёжек. Королевские войска контратаковали и к августу 1966 года продвинулись на 45 миль к границе с Северным Вьетнамом. В ответ Северный Вьетнам отправил несколько тысяч солдат через границу, и роялисты были вынуждены отступить.
В восточной части ВВС США и Лаоса продолжали свои атаки на «Тропу Хо Ши Мина». В 1967 году бомбардировщики B-52 сделали 1718 вылетов в этой области. Основными их целями были грузовики, которые перевозили военные грузы по дороге. В северном Лаосе коммунисты медленно продвигались по Долине Кувшинов и вскоре поставили королевские войска в критическое положение.
К середине октября около 4500 правительственных солдат по инициативе США были отправлены в Нам-Бак, который стал рассматриваться как краеугольный камень «железной дуги» оборонительных позиций в северном Лаосе. Однако эти солдаты были крайне слабо обучены, некоторые даже никогда до этого не брали в руки оружие. В ответ 316-я стрелковая дивизия ВНА была отправлена в Лаос для штурма Нам-Бака. Гарнизон роялистов был вскоре окружён. Они призвали помощь авиации, и истребители-бомбардировщики ВВС США ударили по линиям снабжения коммунистов. Пилоты «Air America» доставляли боеприпасы и эвакуировали раненых. Однако 25 декабря вьетнамская армия вновь перешла в наступление.

#### 1968: крах королевской армии
13 января армия Северного Вьетнама начала наступление в районе Нам-Бака — первое крупное самостоятельное наступление. Гарнизон был застигнут врасплох из-за сильного тумана. Разгром был полным.
Большинство солдат правительственных войск разбежались по окрестным горам, около 200 защитников были убиты в бою. Из 3278 королевских солдат лишь около трети вернулись на военную службу. Роялисты так и не смогли оправиться от столь тяжелого поражения. Правительство было вынуждено рассчитывать лишь на действия партизан.
На протяжении 1968 года коммунисты медленно продвигались по северной части Лаоса. С этого момента интенсивность войны в Лаосе значительно возрастает. С ноября после прекращения бомбардировок Северного Вьетнама американская авиация усиливает налёты на «тропу Хо Ши Мина».

#### 1969—1972
23 марта 1969 года войска Ванг Пао проводят одну из своих самых успешных операций About Face в Долине Кувшинов при поддержке своих авиационных частей и ВВС США. В июне коммунисты провели контратаку, но к августу роялисты вернули утраченные позиции и заняли всю Долину.
К концу года силы Патет Лао и ВНА перегруппировались и начали контратаку. 11 февраля 1970 года коммунисты начали наступление и к 20 февраля вернули контроль над Долиной Кувшинов. Королевские войска отошли к Муонг-Суи. 25 апреля наступление коммунистов остановилось. В это же время свежие войска из Северного Вьетнама прошли через северный Лаос. Для поддержки войск Ванг Пао впервые задействованы стратегические бомбардировщики B-52. Президент США Ричард Никсон впервые признал, что Америка активно участвует в гражданской войне в Лаосе.
В феврале — марте 1971 года южновьетнамская армия совершила вторжение в южные районы Лаоса в попытке перерезать «тропу Хо Ши Мина» (операция «Lam Son 719»). 25 февраля ВНА перешла в контратаку, и южновьетнамская армия, понеся большие потери и не выполнив поставленные задачи, покинула территорию Лаоса. В конце года северовьетнамская армия временно заняла всю долину Кувшинов, нанеся тяжёлое поражение правительственным силам.

#### 1973—1974: окончание конфликта
США покинули Лаос в 1973 году, как это предусмотрено Парижскими мирными соглашениями. При этом Северный Вьетнам, в соответствии с условиями договора, не был обязан удалить свои силы из страны.
21 февраля 1973 было заключено Вьентьянское соглашение, положившее конец гражданской войне в Лаосе. Соглашение предусматривало создание коалиционного правительства. В 1974 и 1975 годах баланс сил в Лаосе постепенно смещается в пользу Патет Лао. Премьер-министр Суванна Фума был деморализован и болен, после сердечного приступа в середине 1974 года он провёл несколько месяцев на лечении во Франции, после чего объявил, что уйдёт из политики после выборов, намеченных на начало 1976 года.
Антикоммунистические силы, таким образом, остались без лидера и погрязли в ссорах и коррупции. Суфанувонг, напротив, был уверенным в себе политиком и имел за спиной дисциплинированные кадры коммунистической партии и силы Патет Лао и армии Северного Вьетнама. Конец американской помощи также означал массовую демобилизацию солдат королевской армии. При этом Патет Лао продолжала получать помощь от Северного Вьетнама.
В мае 1974 года Суфанувонг выдвинул «План национального возрождения» из 18 пунктов, который был единогласно принят. Это единодушие было символом его растущего доминирования. План обещал свободные выборы, демократические права и уважение к религии, а также конструктивную экономическую политику. При этом во имя «национального единства» вводилась цензура, что усложняло жизнь не-коммунистическим движениям. В январе 1975 года были запрещены все общественные собрания и демонстрации.

#### 1975: падение Вьентьяна
В марте 1975 года Северный Вьетнам начал массированное наступление против Южного Вьетнама, ставшее победным итогом в гражданской войне. За несколько дней до падения Сайгона в Камбодже к власти пришли Красные кхмеры. Патет Лао восприняла с воодушевлением эти события и решилась на захват власти в Лаосе. Войска Патет Лао в Долине Кувшинов начали продвигаться на запад, к столице.
В конце апреля Патет Лао заняла правительственный форпост на дороге между Вьентьяном и Луангпхабангом. В это же время во Вьентьяне вспыхнули демонстрации против правых и с требованием политических перемен. Правые министры вышли из правительства и бежали из страны. Премьер-министр Суванна Фума, боясь дальнейших конфликтов и, видимо, доверяя обещаниям Суфанувонга вести умеренную политику, дал указания не оказывать сопротивления бойцам Патет Лао, занимавшим правительственные здания. США начали вывозить из страны свои дипломатические кадры.
Армия Патет Лао вошла в крупные города юга Лаоса в мае, а в начале июня заняли Луангпхабанг. Во Вьентьяне вспыхнула паника, поскольку большинство бизнес-элиты и многие чиновники и офицеры, сотрудничавшие с США, экстренно покидали город. Признавая своё поражение, Ванг Пао увёл в изгнание тысячи своих бойцов-хмонгов и их семьи. В итоге около трети всех лаосских мяо покинули страну. Войска Патет Лао вошли в почти пустой Вьентьян в августе.
В течение нескольких месяцев Патет Лао выполняла свои обещания умеренности. Общая структура коалиционного правительства была сохранена, не было никаких арестов или показательных процессов. Дипломатические отношения с США были сохранены, несмотря на немедленное прекращение всякой помощи со стороны США. Но в декабре произошло резкое изменение в политике. Было проведено совместное заседание правительства и Консультативного совета, на котором Суфанувонг потребовал немедленного изменения государственной политики.
2 декабря король Саванг Ватхана согласился отречься от престола, а Суванна Фума подал в отставку. Была провозглашена Лаосская Народно-Демократическая Республика с Суфанувонгом в качестве президента. Кейсон Пхомвихан вышел из тени, чтобы стать премьер-министром и фактическим правителем страны. Лозунги свободы выборов и политических свобод были забыты: не-коммунистические газеты закрыты, была запущена масштабная чистка гражданских служащих, армии и полиции. Тысячи людей были отправлены для «перевоспитания» в отдаленные части страны, где многие из них погибли. Это вызвало возобновление оттока населения из страны.

## Последствия
Двадцать два года спустя после окончания лаосской гражданской войны, 15 мая 1997 года, США официально признали свою роль в «Тайной войне». На Арлингтонском национальном кладбище был открыт мемориал в память американских солдат и партизан-хмонгов, погибших в Лаосе.
В 1977 году коммунистические газеты пообещали, что партия будет выслеживать «американских пособников» и их семей. США обвинили правительство Лаоса в геноциде хмонгов и других этнических меньшинств. По данным США, ВВС, под прямым контролем со стороны СССР, использовали химическое оружие для уничтожения повстанцев-хмонгов. В 1982 году государственный секретарь Соединённых Штатов Александр Хейг обвинил Советский Союз в поставке некоего токсина коммунистическим государствам во Вьетнаме, Лаосе и Камбодже для использования в борьбе с повстанцами. Якобы беженцы описывали множество случаев химических атак, в том числе липкую жёлтую жидкость, падающую с самолётов или вертолётов, которая получила название «жёлтый дождь».
В дальнейшем данные утверждения были опровергнуты специалистами. Первоначальное расследование Организации Объединённых Наций не зафиксировало фактов применения какого-либо вида химического оружия. В частности, эксперты ООН осмотрели двух беженцев, которые утверждали, что страдают от последствий химического нападения, но вместо этого им поставили диагноз: грибковые кожные инфекции.
В 1983 году биолог из Гарварда и противник биологического оружия Мэтью Мезельсон и его команда отправились в Лаос и провели отдельное расследование. Команда Мезельсона отметила, что трихотеценовые микотоксины встречаются в естественных условиях в регионе, и поставила под сомнение свидетельские показания.
Анализы предполагаемых образцов «жёлтого дождя», проведённые правительствами Великобритании, Франции и Швеции, подтвердили наличие пыльцы и не смогли обнаружить никаких следов микотоксинов. Токсикологические исследования поставили под сомнение достоверность сообщений о том, что микотоксины были обнаружены у предполагаемых жертв вплоть до двух месяцев после воздействия, поскольку эти соединения нестабильны в организме и выводятся из крови всего за несколько часов.
В 1987 году New York Times подготовила статью, в которой описывалось, что полевые исследования, проведённые в 1983—1985 годах правительственными группами США, не дали никаких доказательств в подтверждение первоначальных утверждений о химическом оружии «жёлтый дождь», а вместо этого поставили под сомнение надёжность первоначальных отчётов. В США эта статья была подвергнута цензуре и к публикации не допущена. В 1989 году в Журнале Американской медицинской ассоциации опубликован анализ первоначальных отчетов, собранных от беженцев-хмонгов, в котором отмечены «явные несоответствия, которые сильно подорвали достоверность показаний»: команда армии США проводила интервью только с теми людьми, которые утверждали, что знали о нападениях с применением химического оружия, а следователи задавали исключительно наводящие вопросы во время допросов и т. д. Авторы отметили, что истории отдельных лиц со временем менялись, не соответствовали другим рассказам, и что люди, которые утверждали, что были очевидцами, позже заявляли, что передавали рассказы других.